# Hans-Joachim Pysall
Hans-Joachim Pysall (né le 4 décembre 1929 et mort le 26 avril 2019 à Berlin) est un architecte allemand de l'école de Brunswick (de),.

## Ouvrage notable
- Der Alexanderplatz – Das Alexanderhaus, Jovis, Berlin, 1998.  (ISBN 3-931321-87-8)